# مایکل برنز (بازیکن فوتبال)
مایکل برنز (انگلیسی: Michael Burns؛ زادهٔ ۱۴ سپتامبر ۱۹۸۸) بازیکن فوتبال اهل بریتانیا است.
از باشگاه‌هایی که در آن بازی کرده‌است می‌توان به باشگاه فوتبال نیوپورت کانتی، باشگاه فوتبال واکسول موتورز، باشگاه فوتبال کارلایل یونایتد، باشگاه فوتبال استافورد رانجرز، و باشگاه فوتبال گایزلی اشاره کرد.
وی همچنین در تیم ملی فوتبال انگلستان بازی کرده‌است.